# 吴逢惠
吴逢惠（1924年12月—2014年7月9日），山东茌平县人，中华人民共和国政治人物。
担任山南地区专署副专员，山南地委副书记，山南地区革委会副主任，山南地委书记等职。1979年11月和1982年5月，分别兼任西藏自治区党委政法小组组长和自治区党委政法委副书记。2014年去世。